# Лясково (Пловдивская область)
Лясково (болг. Лясково) — село в Болгарии. Находится в Пловдивской области, входит в общину Асеновград. Население составляет 38 человек.

## Политическая ситуация
Лясково подчиняется непосредственно общине и не имеет своего кмета.
Кмет (мэр) общины Асеновград — Христо Грудев Грудев (коалиция партий: Граждане за европейское развитие Болгарии (ГЕРБ), ВМРО — Болгарское национальное движение) по результатам выборов в правление общины.